# Razzennest
Razzennest ist ein 2022 erschienener österreichischer übernatürlicher Horrorfilm mit satirischen Elementen, der von Johannes Grenzfurthner geschrieben und inszeniert wurde. Der Film wurde von der Künstlergruppe monochrom produziert.
Horror und Sound spielen im Film eine wesentliche Rolle. Grenzfurthner sagt, dass Razzennest eine Trilogie mit Masking Threshold und Solvent bildet.

## Handlung
Der südafrikanische Filmemacher Manus Oosthuizen, ein bekanntes enfant terrible der Kunstszene, trifft sich mit der Filmkritikerin Babette Cruickshank in einem Tonstudio in Los Angeles. Zusammen mit wichtigen Mitgliedern seiner Filmcrew nehmen sie eine Audiokommentarspur für seinen neuen „elegischen Dokumentarfilm Razzennest“ auf, ein Film in dem sich Oosthuizen auf kryptische Weise mit dem Vermächtnis des Dreißigjährigen Kriegs beschäftigt. Während der Aufnahmesession kommt es zu seltsamen Zwischenfällen.

### Philosophie
Der Film kombiniert Elemente von Satire, Tragikomödie, Drama, Horror- und Geistergeschichte, kann aber auch als Film über das Filmemachen („Film im Film“) und als selbstreflexiver Film betrachtet werden. In einem Statement für Daily Dead sagte Grenzfurthner:

„Razzennest gab mir nicht nur die einmalige Gelegenheit, einen Liebesbrief an Genrefilme zu schreiben und prätentiöse Arthouse-Filme ins Lächerliche zu ziehen, sondern auch einen Liebesbrief an Arthouse-Filme zu schreiben und sich über die inhärenten Probleme von Genrefilmen lustig zu machen. Weiters konnte ich meinen jahrzehntelangen Traum verwirklichen, einen Film über den Dreißigjährigen Krieg und seine endlosen Gräueltaten zu machen, ohne ein Millionenbudget zu benötigen, um die blutige Bedeutung dieses Krieges darzustellen. […] Angesichts des politischen Klimas in den Vereinigten Staaten und anderen westlichen Gesellschaften ist der Film eine notwendige Reflexion über das untote Erbe des mörderischen Christentums.“

Grenzfurthner zitiert Nikolaus Geyrhalters Film Homo Sapiens als ästhetische Vorlage für die Art von Arthouse-Filmen, die er persiflieren oder „emulieren“ wollte. Obwohl Grenzfurthner Razzennest als „sehr bizarr“ bezeichnet, bemerkt er, dass er ihn für zugänglicher hält als seinen vorherigen Film Masking Threshold.

## Produktion

### Veröffentlichung
Der Film feierte am 29. September 2022 am Fantastic Fest in Austin, Texas als Teil der 'Burnt Ends'-Schiene seine Weltpremiere. Festivalkurator Annick Mahnert nennt Razzennest „einen Spielfilm mit Audiokommentar voller Überraschungen und Insider-Witz.“ Europapremiere wird auf der B3 Biennale des bewegten Bildes in Frankfurt sein. Festivals wie Nightmares Film Festival, A Night of Horror International Film Festival, Feratum Film Festival (Mexiko), Cucalorus Film Festival, das South African Horrorfest sowie das BizarroLand Film Festival haben den Film gescreent. Österreich-Premiere war auf dem Festival Diagonale 2023 in Graz.

### Dreharbeiten

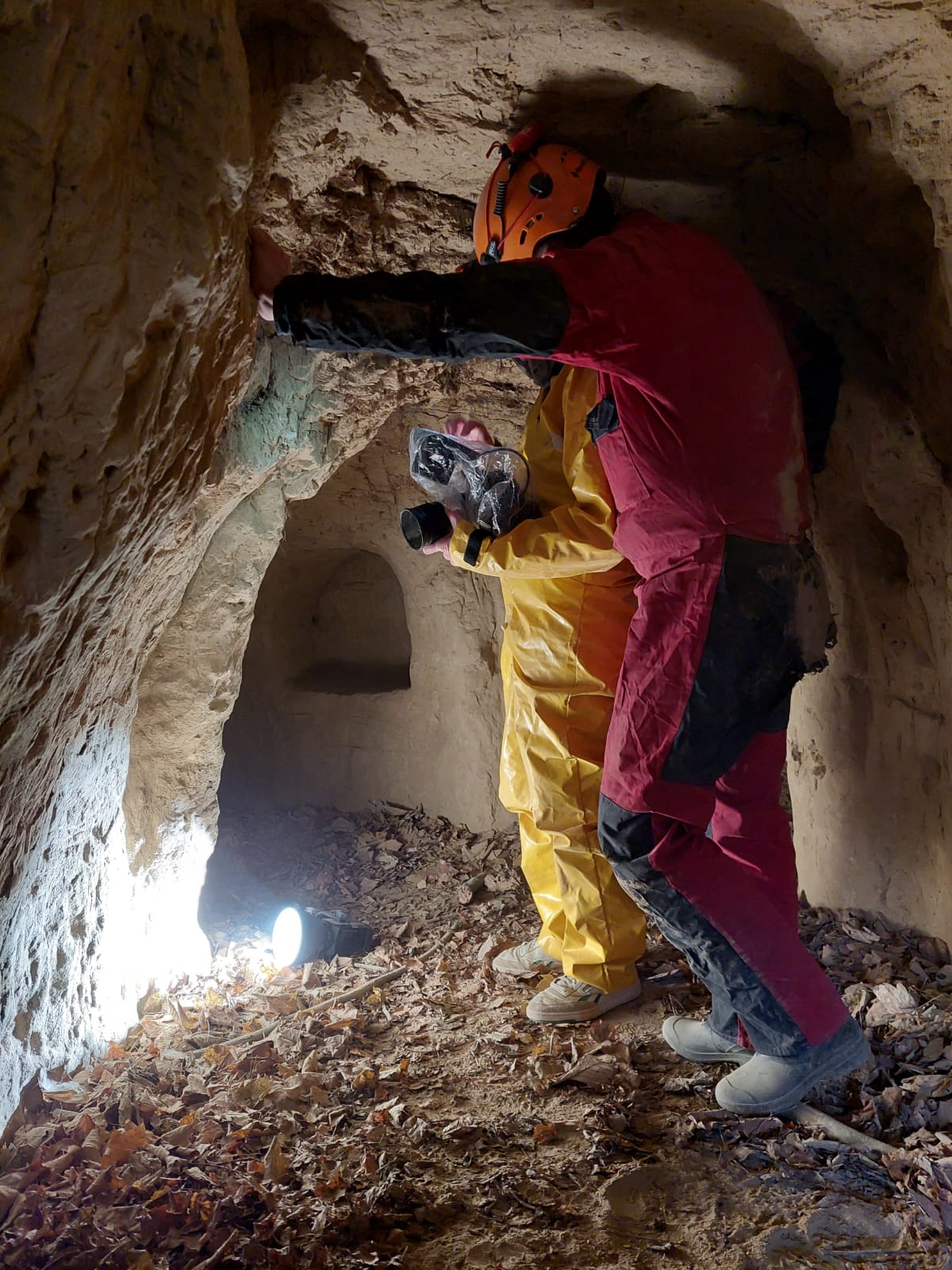
Razzennest-Dreh in einer der Schwedenhöhlen im Rohrwald

Die Dreharbeiten begannen am 2. März 2022 an Originalschauplätzen in der Region Rohrwald in Niederösterreich statt, speziell in den und um die sogenannten Schwedenhöhlen. Grenzfurthner sagt, dass der Film „eine aufregende Möglichkeit bot, eine faszinierende Landschaft, den Rohrwald, zu porträtieren, der nur wenige Kilometer von dem Ort entfernt ist, in dem ich aufgewachsen bin.“

### Musik
Der Soundtrack stammt vom deutschen Experimental-Elektroniker Alec Empire. Richard Propes schreibt: „Alec Empires Originalmusik für den Film ist immersiv und gruselig, und ergänzt die visuellen Eindrücke, ohne sie zu dominieren. Empire sagt uns nie, was wir denken oder fühlen sollen - ein erfrischender Ansatz, der mit Grenzfurthners künstlerischer Arbeit übereinstimmt.“

## Bisherige Rezeption
Bei Rotten Tomatoes besitzt der Film eine positive Bewertung von 93 %.
iHorror nennt Razzennest „eine völlig neue Art von Horrorfilm“. Film Threat gibt Razzennest 8/10 Sterne und fasst zusammen: „Man wird in die schrecklichen Ereignisse hineingezogen, während die Geschichte einen Weg von banalem Filmgeplänkel bis hin zu den dunkelsten Ausdrücken der eigenen Vorstellungskraft zeichnet. Die Geräuschkulisse und die Sprecher erschaffen eine alternative Welt. [...] Das ist wirklich Wahnsinn, aber die Methode, die dahinter steckt, schafft ein effektives und einzigartiges Film- (und Audio-) Erlebnis.“ Daily Dead nennt Razzennest „wirklich zum Nachdenken anregend, gruselig, ein bisschen satirisch und beißend komisch“. Der Diagonale-Katalog sagt: "Dass sich in Horrorfilmen (und nicht nur dort) das Schlimmste in der Imagination abspielt, ist allseits bekannt. Was Johannes Grenzfurthner in seiner irren Vermischung von Genrefilm, Satire auf die Filmindustrie, formalem Experiment und Geschichtsaufarbeitung damit anfängt, hat man so aber noch nie gesehen beziehungsweise gehört." Kyle Logan von Screen Anarchy schreibt: "Es gibt immer wieder Momente, die nicht nur erschreckend sind, sondern auch ein echtes Gefühl des Pathos für diejenigen hervorrufen, die die Schrecken eines 400 Jahre alten Krieges miterlebt haben. Dass der Film an einigen Stellen auch noch witzig ist, macht ihn nur noch spezieller."

## Auszeichnungen
- Beste Regie für Johannes Grenzfurthner für Razzennest auf dem Nightmares Film Festival (Columbus, Ohio, USA) 2022
- Bestes Drehbuch für Johannes Grenzfurthner für Razzennest auf dem South African Horrorfest (Kapstadt, Südafrika) 2022
- Bester Schnitt für Johannes Grenzfurthner für Razzennest auf dem South African Horrorfest (Kapstadt, Südafrika) 2022
- Besondere Erwähnung der Jury für Razzennest auf dem Festival Film Maudit 2.0 (Los Angeles, USA) 2023
- Antonio Margheriti Award für Razzennest auf dem TOHorror Fantastic Film Fest (Turin, Italien) 2023